# Childebert (fils de Thierry II)
Childebert est un prince mérovingien, le second fils de Thierry II. Son sort n'est pas connu avec certitude. En tout cas il réchappe à l'execution comme ses deux frères, Sigebert II et Corbus.
Il est peut-être mort en 645 et serait l'ancêtre de la maison de Rochechouart, à laquelle appartient Madame de Montespan, favorite de Louis XIV[Information douteuse].